# روبن منيني
روبن منيني (بالإسبانية: Rubén Menini) (20 شباط / فبراير 1924 - 12 نيسان / أبريل 2020) هو لاعب كرة سلة أرجنتيني سابق تنافس في دورة الألعاب الاولمبية الصيفية عام 1948 وفي عام 1952 دورة الألعاب الاولمبية الصيفية.

## روابط خارجية
- روبن منيني على موقع الاتحاد الدولي لكرة السلة (الإنجليزية)
- روبن منيني على موقع الاتحاد الدولي لكرة السلة (الإنجليزية)
- روبن منيني على موقع سبورتس رفرنس (الإنجليزية)
- روبن منيني على موقع اللجنة الأولمبية الدولية (الإنجليزية)
- روبن منيني على موقع أوليمبيديا (الإنجليزية)